# 第一人稱視角 (無線電遙控)

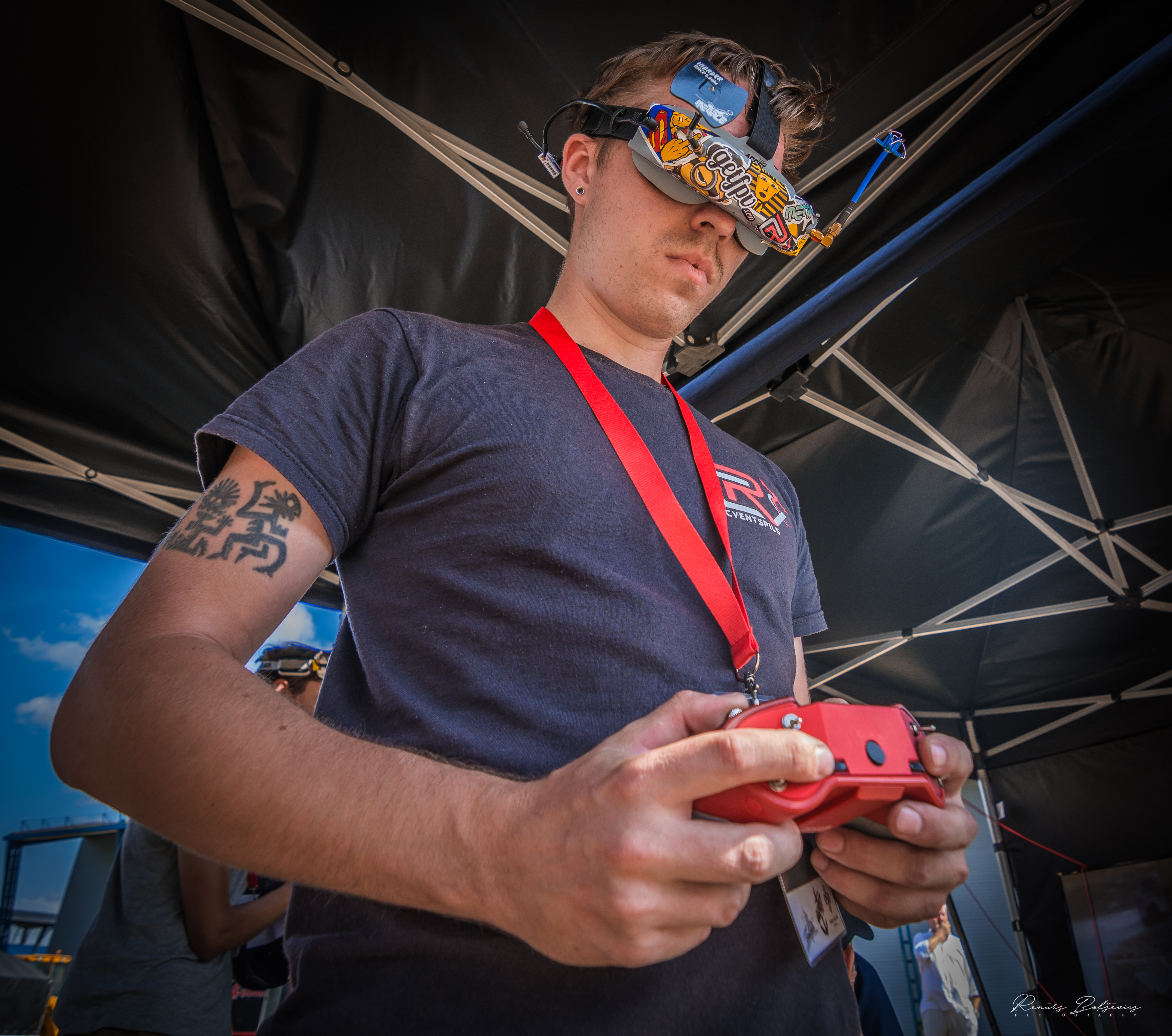
使用第一人稱視角遙控器操作無人機

第一人稱視角（英語：First-person view，英語簡稱：FPV），又稱第一視角無線電遙遠控制，是人們在通過無線電遙控載具時，視角就和載具內的驾驶员或飛機內的飞行员一樣。無人載具将畫面传送到頭戴式顯示器，操作員戴上護目鏡或待在顯示器前，就可以實現第一人稱視角操控。 目前這種遙遠控制已經被應用到軍事用途。

## 外部鏈接
维基共享资源上的相關多媒體資源：第一人稱視角 (無線電遙控)